# تخت مرمر
تخت مرمر یا تخت سلیمانی، تختی است که به‌ دستور فتحعلی‌شاه قاجار با شصت‌و‌پنج قطعه مرمر متصل‌به‌هم ساخته شده‌است. این تخت در ایوان تخت مرمر واقع در کاخ گلستان قرار دارد.

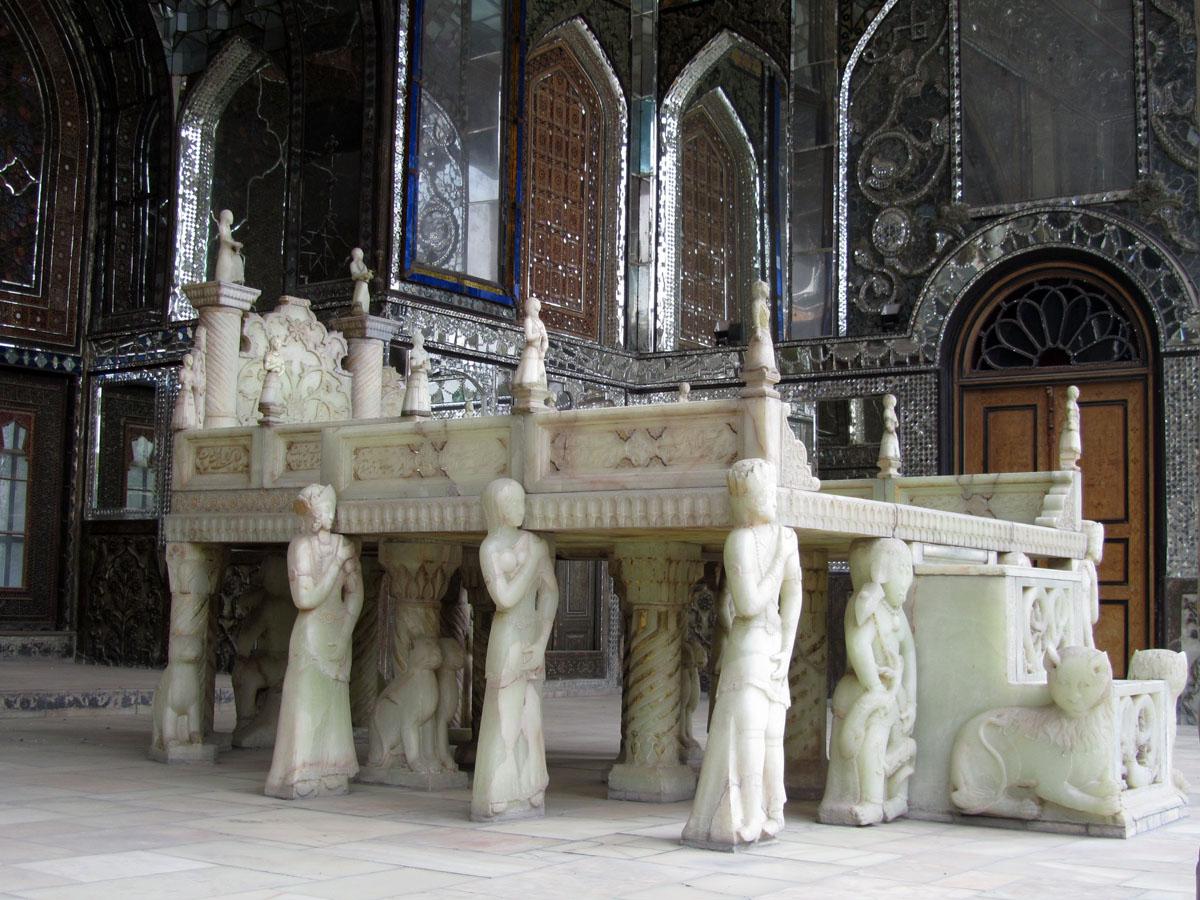
تخت مرمر

## تاریخچه
در سال ۱۲۲۱هجری قمری فتحعلی شاه قاجار به سبب محفوظ نبودن ایوان تخت مرمر و دشواری جابجایی تخت طاووس، دستور داد تختی بسازند که همیشه در وسط ایوان قرار داشته باشد. این تخت به‌سبب اینکه مانند تخت سلیمان بر دوش دیوان قرار داشت، به تخت سلیمانی مشهور شد. طراحی تخت را میرزا بابای شیرازی نقاش باشی و سرپرستی حجاری آن را استاد محمد ابراهیم اصفهانی حجارباشی دربار انجام دادند.
تخت مرمر از ۶۵ قطعه مرمر زرد معادن یزد شامل ۵ قطعه سنگ مرمر صاف به پهنای ۱۲ سانتی‌متر که از زیر به یکدیگر وصل شده‌اند ساخته شده: پله‌ها ۷ قطعه، طارمی‌ها ۲۱ قطعه، پایه‌ها و ستون‌ها و مجسمه‌های حامل تخت ۲۱ قطعه و مجسمه‌های کوچک دور تخت ۱۲ قطعه. تخت مرمر از چهار طرف بر دوش ۳ دیو و ۶ فرشته و بر ۱۱ ستون مارپیچی که بعضی از آنها بر پشت شیر هستند،  قرار گرفته‌ است. این تعداد فرشتگان از آن جهت است که در قرآن، در پیش گویی روز رستاخیز، عرش خدا را ۸ فرشته به دوش میبرند.
در سطح عمودی پله‌ها و بر روی طارمی‌های تخت مرمر اشکال و دورتادور تخت کتیبه‌‌هایی است که درون هر یک از آن‌ ها یک بیت یا مصرع از دو قصیده از فتح‌علی صبا (ملک الشعراء) که دارای مادّه تاریخ ساخت تخت هست، در مدح فتحعلی‌شاه حک و زراندود شده‌‌است. این اشعار به قلم نستعلیق استاد مهدی تهرانی، ملک‌الکتاب سلطانی نوشته شده و نام سازندهٔ اصلی تخت، محمدابراهیم، بر روی مجسمه‌ها حک شده‌‌است.
ارتفاع تخت یک متر است و نشیمنگاه آن از دو سطح ۳*۲ متر (سطح جلو) و ۲۷ر۱*۷۰ر۱ متر (سطح عقب) تشکیل می‌شود. بر روی سطح عمودی کنار دو پله جلو تخت، نقش دو اژدها و در دوسوی پله اول دو مجسمه شیر حجاری شده‌ است. به دستور کریم خان ایوان تخت مرمر، بنای نخستین دیوانخانه و ایوان دارالاماره نامیده شد.
از تخت مرمر برای مراسم تاج‌گذاری و دیدار با عام مردم استفاده می‌شده است که رو به ایوان و محوطه کاخ گلستان می‌باشد‌.
همچنین رضاشاه پهلوی آخرین پادشاه ایران می‌باشد که در این محل تاج‌گذاری کرده است.

## نگارخانه

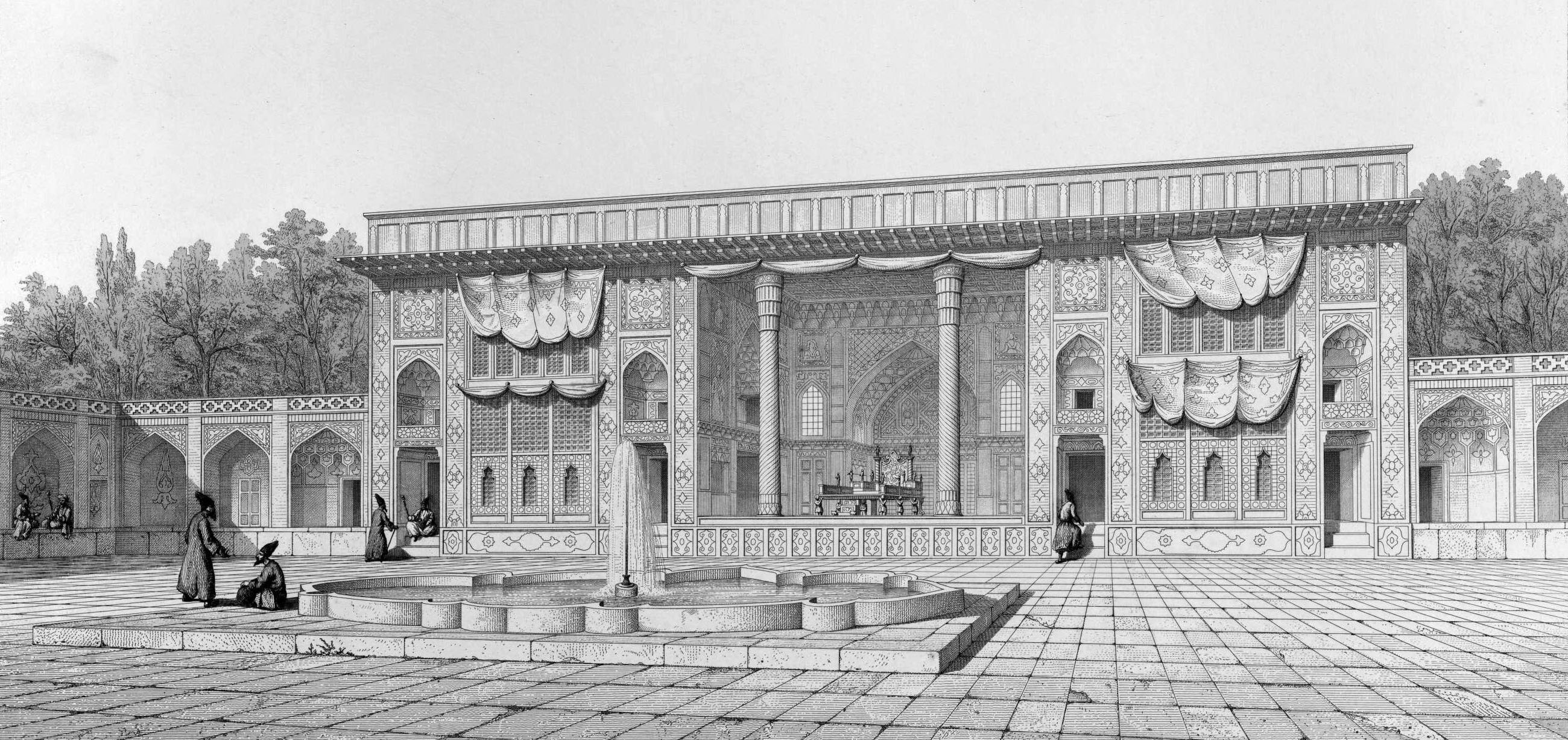
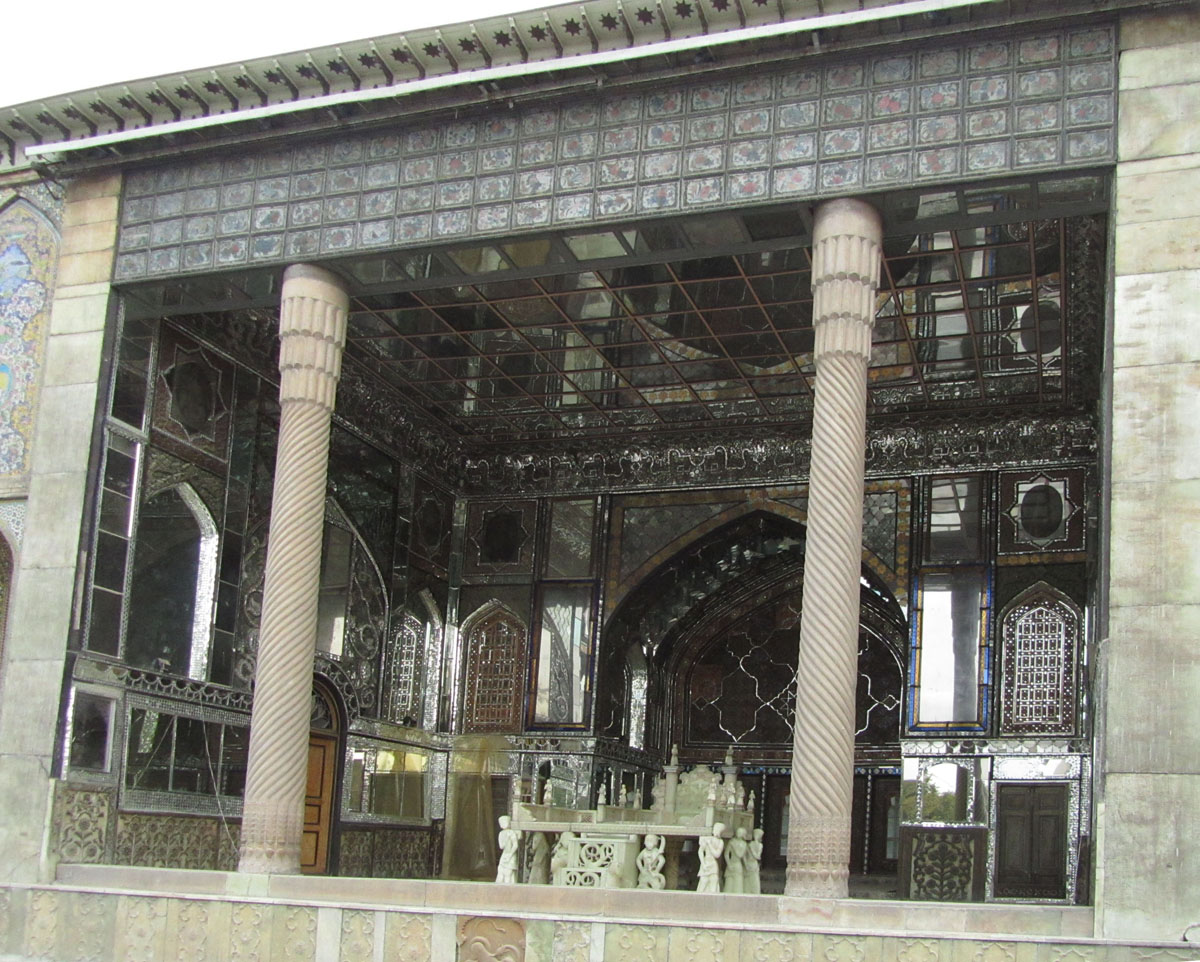
نمای کلی از ایوان تخت مرمر
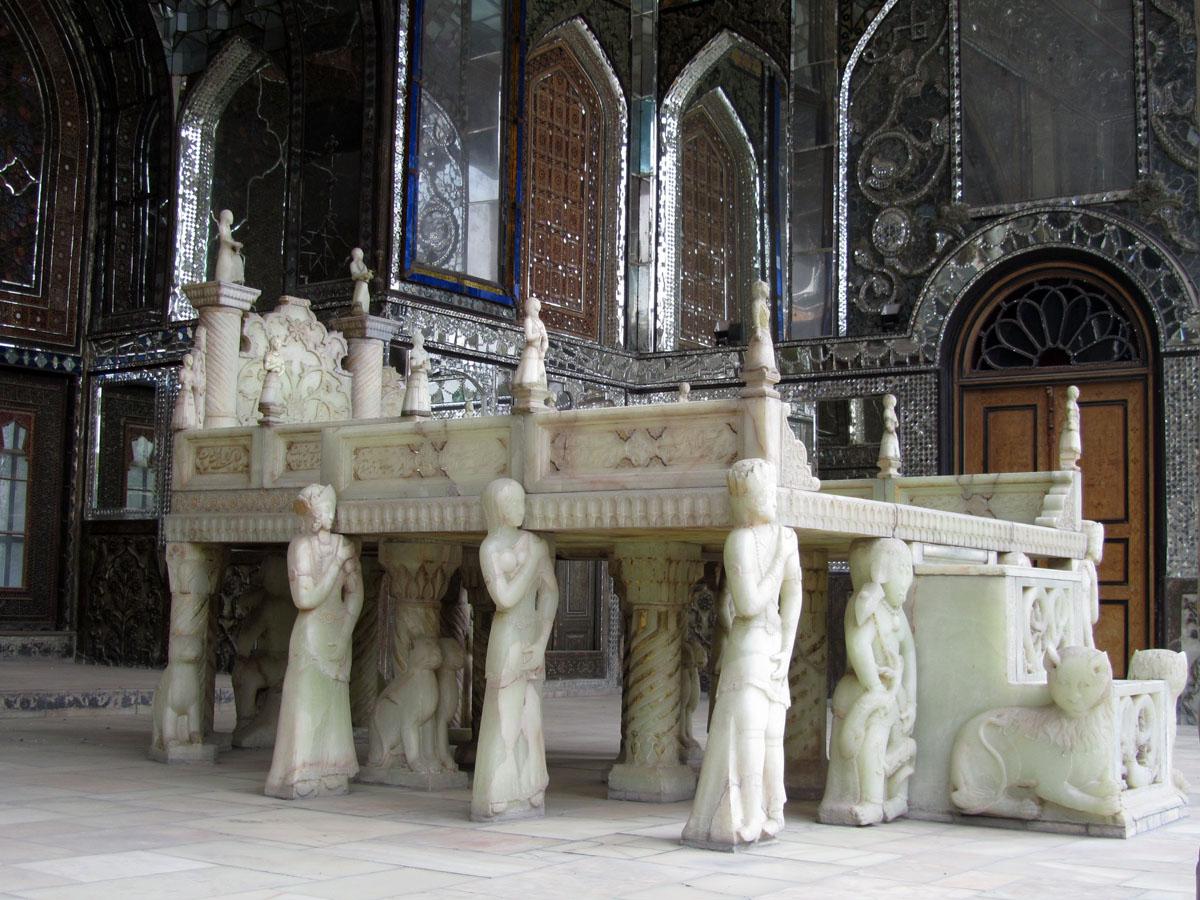
تخت مرمر
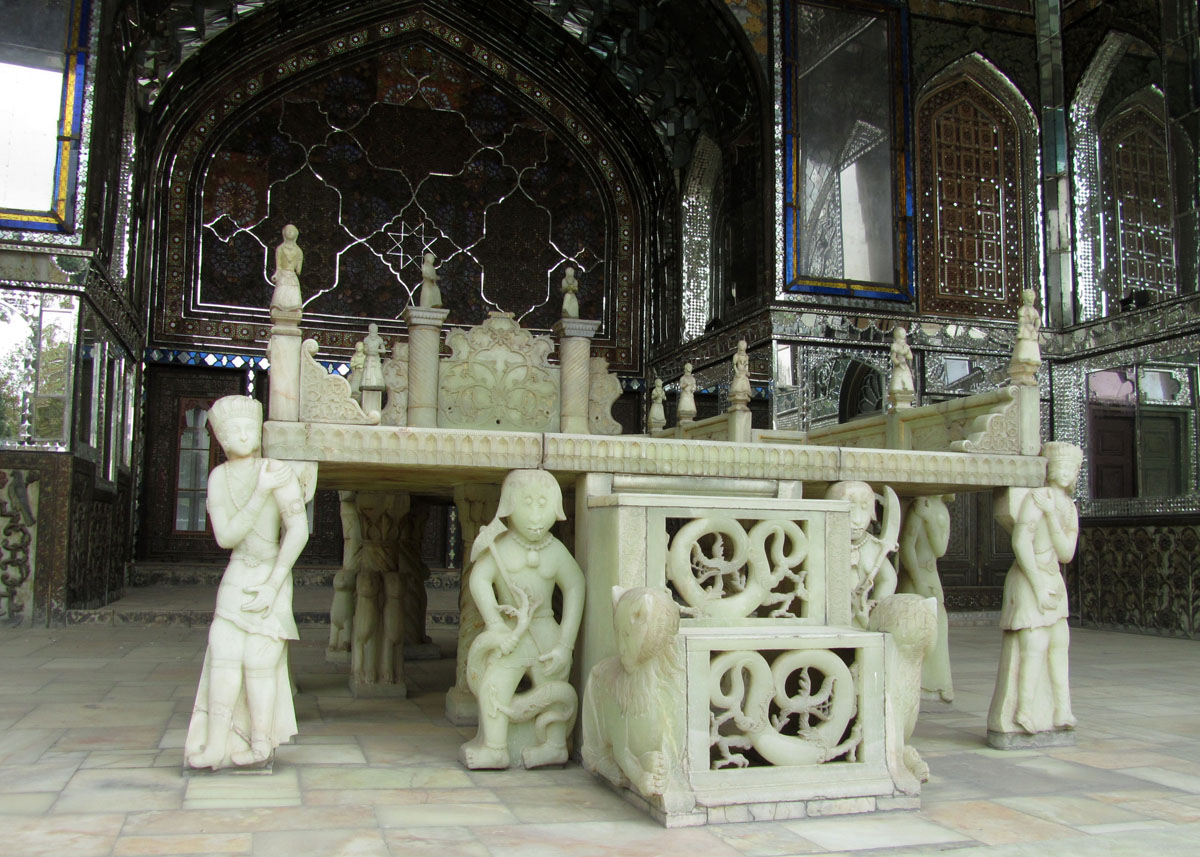
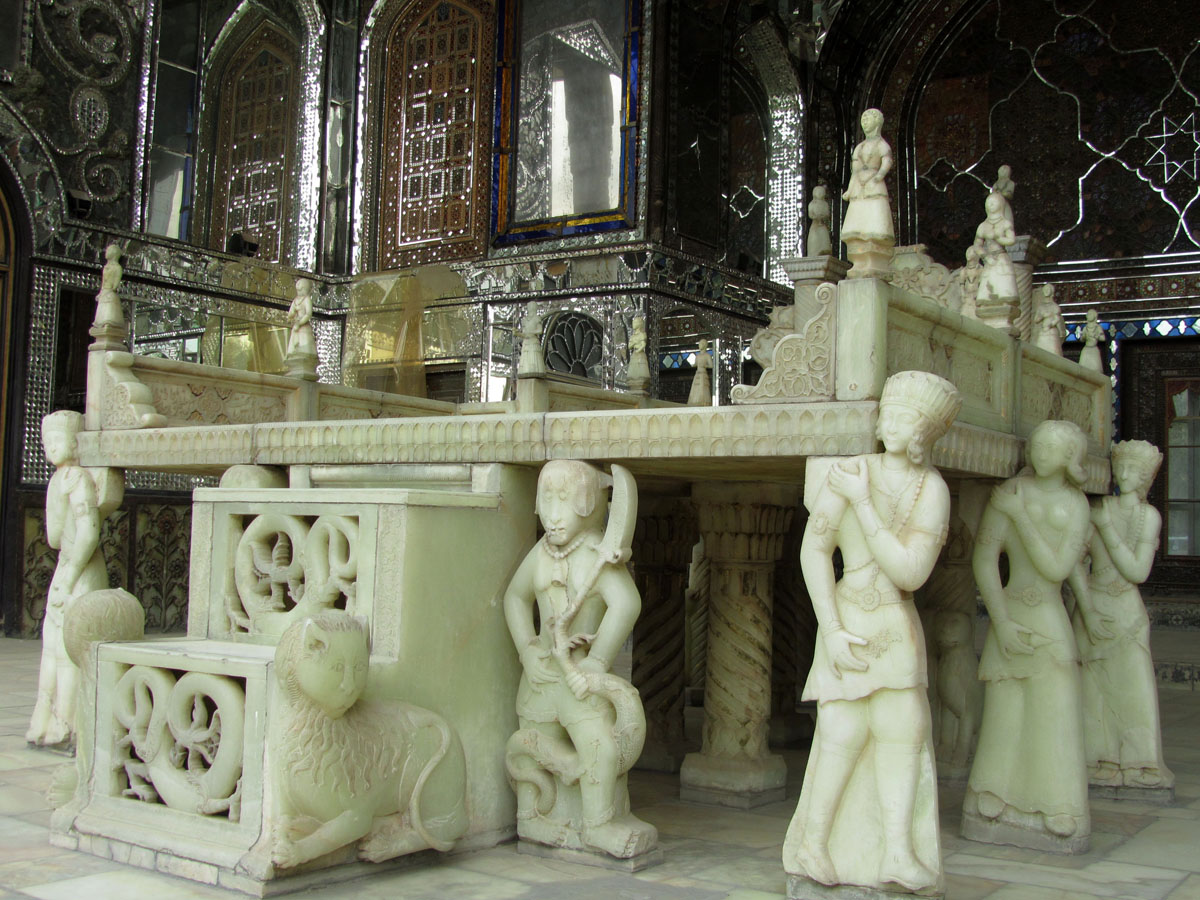
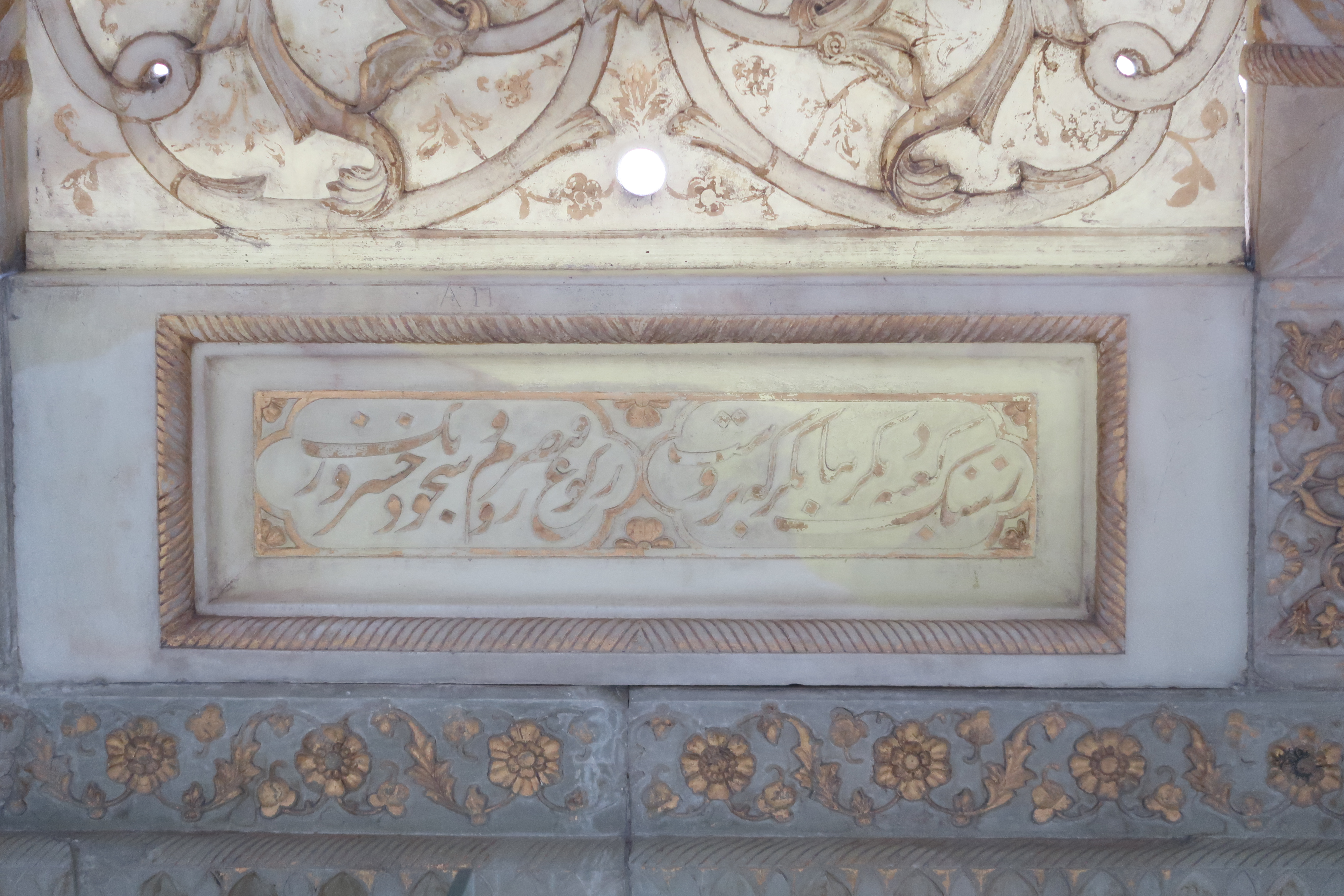
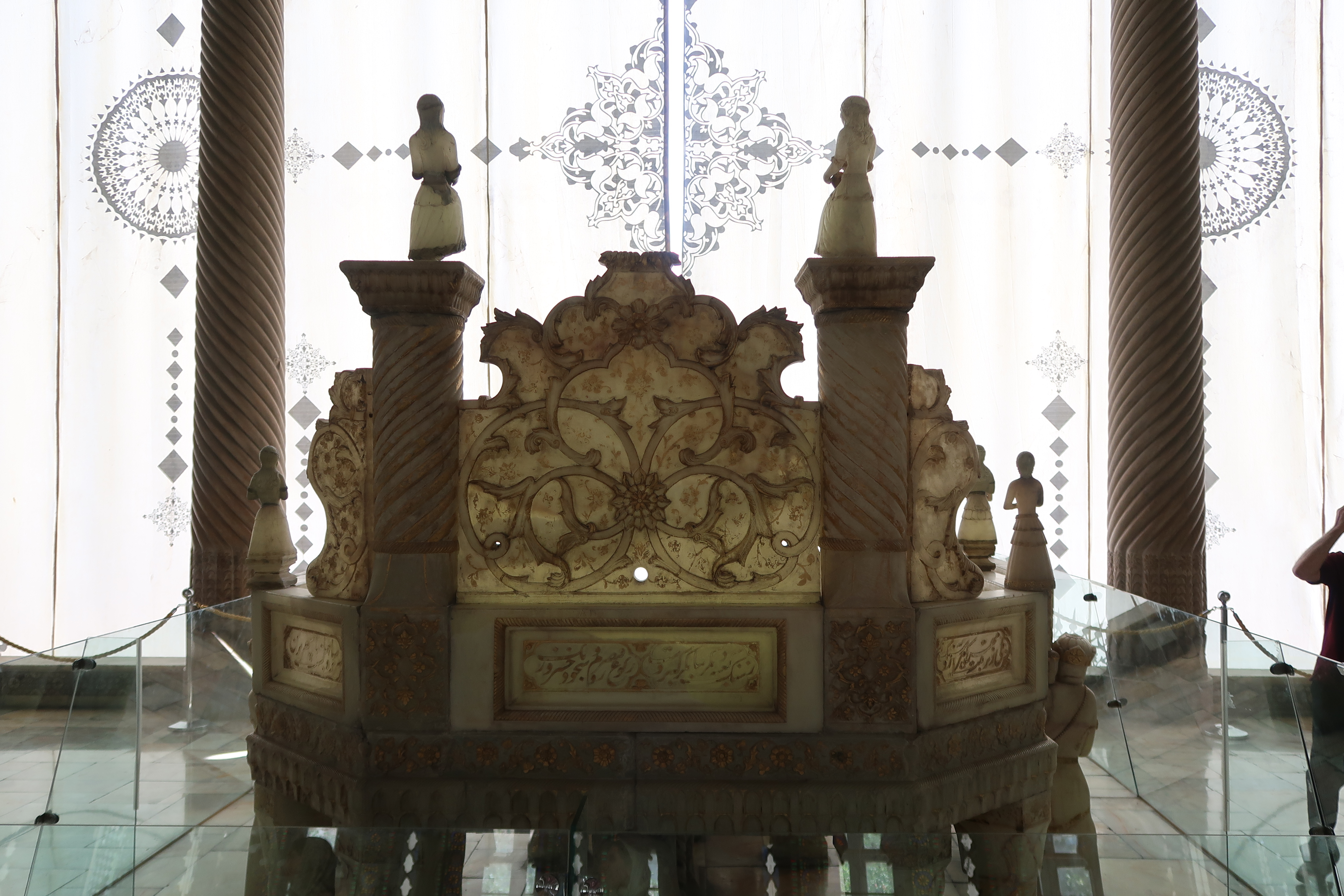
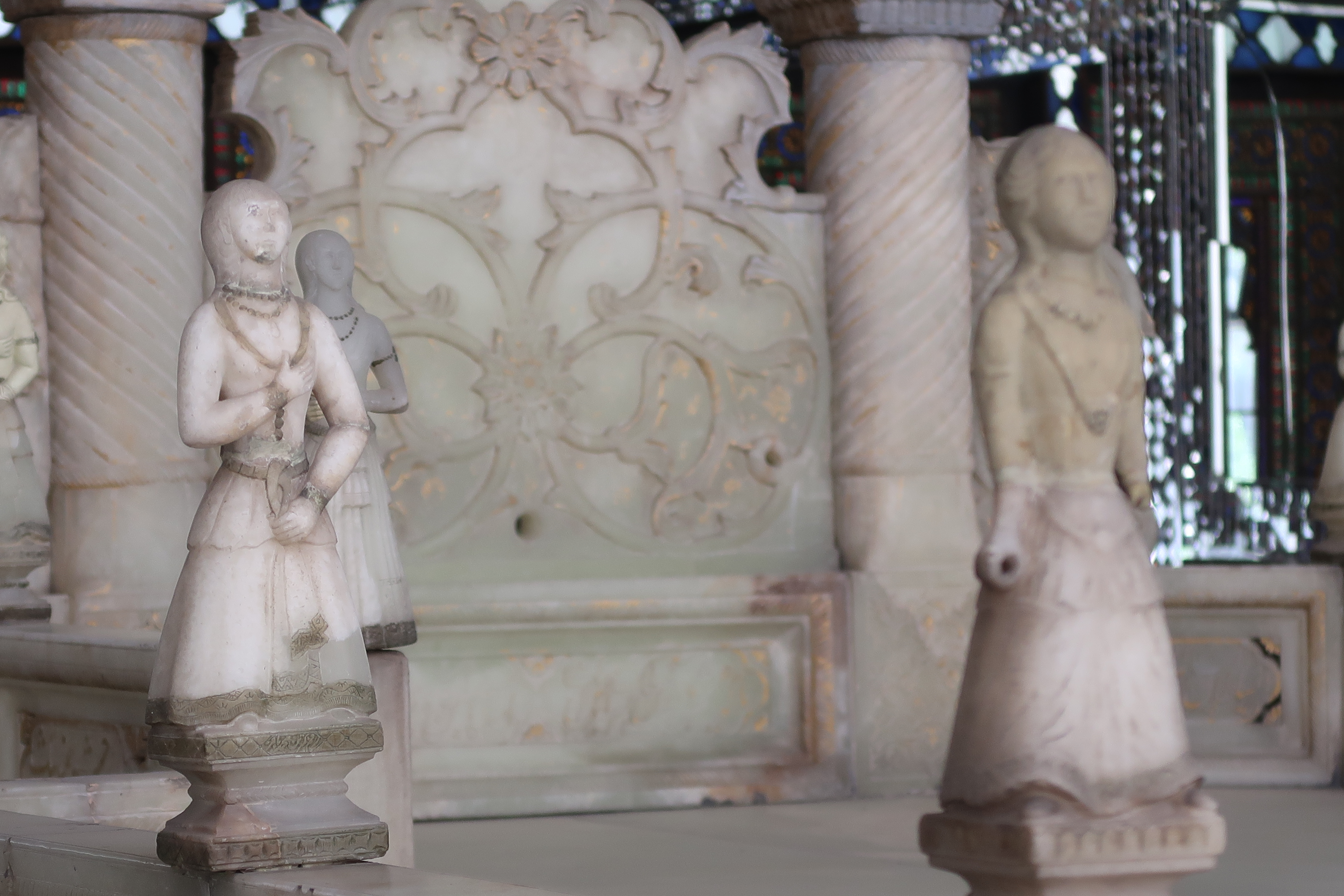